# Tania
O Tania ou Tanya (hebraico: תניא) é uma obra literária que trata do judaísmo chassídico. O livro foi escrito ao longo de vinte anos por Shneur Zalman de Liadi (1745-1812), o fundador do movimento chassídico Chabad Lubavitch, e foi publicado em 1796. O título original do livro é Likutei Amarim ("coleção de discursos"), mas é mais conhecida como Tania.

## Estrutura
O Tania é composto por cinco seções:
- Sefer Shel Beinonim ("O Livro do Homem Comum"): possui 53 capítulos da mesma forma que a Torá possui 53 partes no Pentateuco. Esta seção analisa o caminho correto que um judeu comum deveria seguir.[2]
- Sha'ar ha-Yichud ve'ha'Emunah ("O Portal da Unidade e da Crença"): um ensaio místico de 12 capítulos sobre a fé em Deus.[2]
- Iggeret HaTeshuvah ("Epístolas de Retorno"): Um ensaio de 12 capítulos sobre Teshuvá, retorno a Deus e arrependimento.[2]
- Iggeret HaKodesh ("Epístolas Sagradas"): 32 epístolas selecionadas sobre diferentes temas.[2]
- Kuntres Acharon ("Ensaio Final"): 9 capítulos de correções e análise mais aprofundada das seções anteriores.[2]